# Plan de Canjuers
Plan de Canjuers je suchá vápencová náhorní plošina v Provence, která se nachází ve francouzském departementu Var v předalpském regionu Provence-Alpes-Côte d'Azur, jižně od soutěsky Gorges du Verdon a asi dvacet kilometrů severozápadně od města Draguignan.
Celá náhorní plošina je součástí vojenského výcvikového prostoru Canjuers, vojenské základny a největšího dělostřeleckého cvičiště v Evropě, které se rozkládá daleko za plošinu směrem na východ. Náhorní plošina je také součástí regionálního přírodního parku Verdon.

## Geografie
Plan de Canjuers s průměrnou nadmořskou výškou 900 metrů se dělí na dvě velké části: na západě na Grand Plan de Canjuers, dlouhou devět kilometrů a širokou tři kilometry, a na východě na Petit Plan de Canjuers, dlouhou pět kilometrů a širokou dva kilometry. Tyto dvě části jsou od sebe odděleny jižním hřebenem Grand Margès, který dominuje levému břehu gorges du Verdon, a jsou orámovány odlišnými reliéfy: na jedné straně gorges du Verdon na severu, kaňon řeky Artuby na východě a Serrière de Lagne na jihu pro Petit Plan de Canjuers a na straně Grand Plan de Canjuers soustava kopců (les Mouches, les Mesclières, la Buissière, le collet de l'Aigle, la Citerne, Correiasse, le collet Coucou) tvořící na jihu a západě rozsáhlý přírodní amfiteátr, který se na severozápadě otevírá k jezeru Lac de Sainte-Croix pod vrcholem Grand Margès nacházejícím se severně od Grand Plan de Canjuers. Za těmito reliéfy se nacházejí další údolí, jako je Plan du Château de Lagne, Plan de Cluaye a planina Rimade na jihu.
Vápencové a krasové horniny vytvořily členitý terén s četnými závrty, jako je Grand Aven de Canjuers, Aven de la Nouguière a Clos deï Faioun. Na náhorní plošině je vegetace chudá, protože půda je velmi suchá, tvoří ji především křoviny (drobné keře, byliny a aromatické rostliny). Na okolních horách se vyskytují lesy. Stromy tvoří především duby pýřité (33 % porostu), borovice lesní (25 %) a borovice halepská (20 %).
Předtím, než náhorní plošinu obsadila armáda, byla velmi řídce osídlena, ale nacházelo se zde několik statků, farem a vesnic, které jsou nyní v troskách. Některé z nich byly po dlouhou dobu využívány pro výcvik boje v městských oblastech. Například vesničky Saint-Bayon, Chardan, la Barre nebo farmy la Grande Nouguière, Cluaye, la Médecine, hrad Lagne, Cabaret Neuf a další.

## Historie
Na náhorní plošině nazývané již od dob Julia Caesara "Campus Julii" se dochovalo několik římských milníků. Pláň je také důležitým místem pro archeologické vykopávky. Nachází se zde mnoho zkamenělin pocházejících z období jury a křídy.
Od roku 1971 se na této náhorní plošině nachází vojenský výcvikový prostor Canjuers, který spravuje francouzská armáda. Jedná se o největší vojenský výcvikový prostor v kontinentální Evropě (rozměry: 35 km x 10 km). Má několik střelnic (střelnice Lagne pro mobilní střelbu, střelnice Amandiers pro stacionární střelbu, střelnice Coreillas a La Bussière pro střely dlouhého doletu).